# Pantheinae
Pantheinae (лат.) — подсемейство чешуекрылых из семейства совок. Фауна России включает 11 видов из 7 родов.

## Описание
Глаза покрыты короткими волосками, в ряде случаев, к примеру Panthauma egregia и Raphia peustera, волоски микроскопические, плохо заметные. Хоботок часто рудиментирован. Окраска и рисунок часто яркие. Передние крылья могут быть белыми или серебристыми с контрастным чёрным рисунком, тёмно-бурыми, коричнево-серыми; задние крылья часто жёлтые или бледно-жёлтые с тёмной терминальной каймой. Некоторые виды имеют серо-коричневую неяркую окраску.

## Систематика
Статус группы рассматривается в ранге подсемейства Pantheinae в составе семейства совок (Noctuidae) и авторами ранее (Poole 1989; Franclemont and Todd 1983) и сейчас (Lafontaine and Fibiger 2006).
Статус группы в качестве самостоятельного семейства Pantheidae впервые был предложен в 1999 году (Kitching and Rawlins 1999)..

### Список родов России
- Anacronicta Warren, 1909
- Panthauma Staudinger, 1892
- Panthea Hubner, 1820
- Colocasia Ochsenheimer, 1816
- Tambana Moore, 1882
- Trichosea Grote, 1875
- Xanthomantis Warren, 1909

### Другие роды
- Anacronicta — Anepholcia — Bathyra — Brandtina — Charadra — Colocasia — Disepholcia — Elydnodes — Gaujonia — Lichnoptera — Meleneta — Moma — Panthauma — Panthea — Pseudopanthea — Smilepholcia — Tambana — Trichosea — Trisulipsa — Trisuloides — Xanthomantis